# كورسوس بوبلكوس

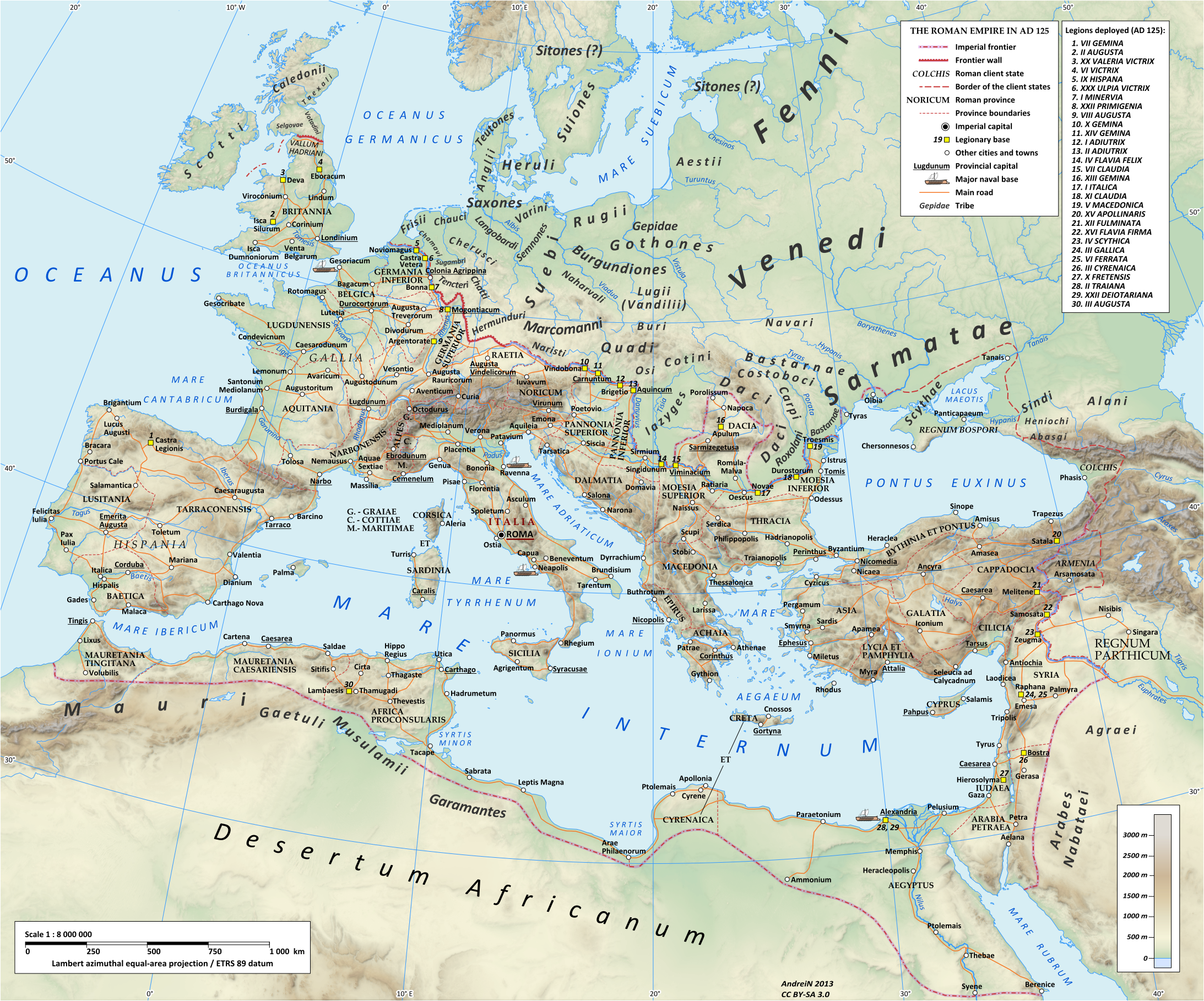

كورسيوس بابليكوس (مترجمة من اللغة اللاتينية: «الطريق العام»؛ (بالإغريقية: δημόσιος δρόμος)، dēmósios drómos) كانت خدمة البريد والنقل التي تديرها الدولة في الإمبراطورية الرومانية، والتي ورثتها لاحقًا الإمبراطورية البيزنطية. أنشأه الإمبراطور أغسطس قيصر لنقل الرسائل والمسؤولين والإيرادات الضريبية بين المقاطعات وإيطاليا. كانت الخدمة لا تزال تعمل بشكل كامل في النصف الأول من القرن السادس في الإمبراطورية البيزنطية، عندما اتهم المؤرخ بروكوبيوس الإمبراطور جستنيان بتفكيك معظم أقسامه، باستثناء الطريق المؤدي إلى الحدود الفارسية. ويظهر مدى إتساع كورسيوس بابليكوس في اللوحة البويتينغرية، وهي خريطة لشبكة الطرق الرومانية التي يرجع تاريخها إلى حوالي 400 م.[بحاجة لمصدر]